# ديفيد فبريسوس
ديفيد فبريسوس (بالألمانية: David Fabricius)‏ (و. 1564 – 1617 م) هو عالم فلك من ألمانيا . ولد في اسنز نيدرزاكسن.
توفي في Osteel.

## أعمال بارزة
من أهم أعماله:
- ميرا.